# Richard McBride
Pour les articles homonymes, voir McBride.
Richard McBride (né le 15 décembre 1870 et décédé le 6 août 1917) était un homme politique canadien. Considéré comme étant le fondateur du Parti conservateur de la Colombie-Britannique, il est premier ministre de la province de 1903 à 1915.

## Biographie

### Premières années
Né à New Westminster, McBride étudie à l'école de droit de l'université Dalhousie à Halifax en Nouvelle-Écosse. Il fait ensuite un stage avec Gordon Edward Corbould (en), député fédéral de New Westminster, avant d'ouvrir son propre cabinet de pratique générale.

### Carrière politique
McBride entame sa carrière politique en tant que candidat libéral-conservateur en 1896, mais ne parvient pas à se faire élire.

#### Opposition à ministre
Cependant, il réussit à se faire élire à l'Assemblée législative de la Colombie-Britannique lors de l'élection de 1898 dans la circonscription rurale de Westminster-Dewdney. Partisan du premier ministre John Herbert Turner et de son programme progrès et prospérité, le lieutenant-gouverneur Thomas Robert McInnes propose à Charles Augustus Semlin de former un nouveau gouvernement. Surnommé Dewdney Dick, McBride se retrouve député de l'opposition au gouvernement dans un parlement à démocratie non partisane. Brillant débateur en chambre, McBride continue sa pratique du droit dans les régions minières du nord-ouest de la province, principalement à Atlin, et acquiert une expérience du secteur minier.
Participant à la chute du gouvernement Semlin, la situation demeure confuse à la suite de la décision de McInnes et confier la formation du gouvernement à Joseph Martin. McBride préconise la formation de parti à identité distincte comme sur la scène fédérale puisqu'il croyait que le système provincial de gouvernement non-partisan était instable et freinait le développement, mais s'affiche surtout en opposition au gouvernement de Martin lors de l'élection de 1900 (en). Après le scrutin, il se rallie au nouveau premier ministre James Dunsmuir qui le nomme ministre des Mines. À ce titre, McBride projette l'instauration d'une commission pour examiner des projets de loi proposés lors de ses visites de mines et de mineurs, mais finit par abandonner l'idée.

#### Chef de l'opposition
McBride devient président de l'organisation conservatrice dans la province et soutient les candidats conservateurs lors de l'élection fédérale de 1900 ce qui attire l'animosité de certains partisans de Dunsmuir. Il démissionne de son poste de ministre en septembre 1901 lorsque Dunsmuir nomme John Cunningham Brown, un partisan de Martin, à son cabinet. Maintenant dans l'opposition, McBride en devient le chef des conservateurs et entame des manœuvres d'obstructions. Ces tactiques ne favorisent pas McBride qui n'est pas réélu à la présidence conservatrice, mais puisque le chef de l'association ne siégeait pas à l'assemblée. Lors d'une élection partielle organisée après un remaniement suivant le départ de Dunsmuir en 1903, McBride s'associe à John Oliver pour soutenir le candidat de l'opposition Semlin. La victoire de ce dernier affaiblit le nouveau gouvernement d'Edward Gawler Prior qui, en plus de certains scandales, finit par être destitué par le lieutenant-gouverneur Henri-Gustave Joly de Lotbinière. McBride se voit alors offrir de former un nouveau gouvernement. Après avoir remercié ses partenaires libéraux, il indique que son gouvernement serait de sensibilité conservatrice. Les anciens partenaires de McBride y voient donc une trahison, mais ceci permet l'établissement de partis politiques à orientations bien définies,,.

#### Premier ministre
S'ensuit alors l'élection de 1903, où McBride parcours la province sur un programme préconisant l'assistance gouvernementale pour la construction et les tarifs de chemins de fer, le maintien de la pression sur le gouvernement fédéral pour l'obtention de meilleures conditions pour la participation de la province à la Confédération canadienne et l'arrêt de l'immigration asiatique. Néanmoins, il remporte un gouvernement majoritaire avec seulement un siège de plus.
Dès son entrée en fonction, McBride fait face à une situation financière lamentable où la Banque canadienne de commerce, principal prêteur de la province, demande à celle-ci de réduire ses dépenses. Rapidement, des ouvriers temporaires sont licenciés et bons nombre de travaux publics cessent. Le ministre des Finances Robert Garnett Tatlow mène alors une politique rigoureuse avec entre autres des hausses d'impôts. Le ministre qui lui succède, Price Ellison, assure même que dès 1904-1905, l'ensemble de la dette par obligation de la province pourrait être remboursée.
À la suite d'une conférence interprovinciale durant laquelle McBride tente d'obtenir une « aide distincte » pour la province, ce à quoi John A. MacDonald se montre d'accord, mais est rejetée par les autres provinces. McBride quitte alors la conférence et utilise ce prétexte pour demande au lieutenant-gouverneur Dunsmuir de déclenché des élections. L'annonce ne sera cependant faite qu'au lendemain de la démission de Robert Francis Green du cabinet, dans des circonstances nébuleuses. McBride remporte le scrutin de 1907 avec une majorité accrue.
À la suite de la demande du premier ministre fédéral Wilfrid Laurier de rendre l'Acte de l'Amérique du Nord britannique sous la forme d'un amendement « définitif et inaltérable » par le parlement britannique, McBride se rend à Londres en 1907 pour combattre la clause d'« irrévocabilité ». Winston Churchill, sous-secrétaire aux colonies, raye la notion d'irrévocabilité, mais la Chambre des lords appuie une motion la contenant. Le passage de McBride au Royaume-Uni impressionne et se voit même offrir des propositions afin de siège au parlement britannique et est fait compagnon de l'ordre de Saint-Michel et Saint-Georges en 1912,.
D'allégeance conservatrice et contribuant à des gains du Parti conservateur dans la province en 1908, Robert Laird Borden offre un poste de ministre à McBride dans le cabinet fédéral, mais celui-ci décline l'offre et préfère continuer sur la scène provinciale.
Des différents subsistent avec le gouvernement fédéral en ce qui concerne l'immigration chinoise et le traitement fait au amérindiens. McBride montre un conception raciale de ces électeurs entre autres en considérant que les autochtones devaient être de façon paternaliste et que leurs terres non exploitées, situées à proximité de villes en pleines expansions, devaient être cédées au gouvernement de la Colombie-Britannique. Malgré une sympathie initiale de certaine tribus, les Songhees le nomment même chef honoraire, une action politique est initiés par les chefs. Sous la pression, Borden nomme Joseph McKenna (en) à titre de commissaire spécial d'Ottawa pour étudier le dimensionnement des terres. La commission sera par la suite nommée McKenna-McBride, sans que McBride n'ait été membre,.
Concernant la question asiatique, McBride était partisan d'une Colombie-Britannique blanche et tente de faire adopter des lois antiasiatiques et d'attirer l'attention des provinces de l'Est sur cette question. Néanmoins, son gouvernement dépendait de l'appui du socialiste James Hurst Hawthornthwaite et se résigne à faire adopter certaines mesures sociales comme une réforme du système pénitentiaire et une hausse des impôts fonciers et des sociétés,.
Durant les années qui suivent, McBride met en oeuvre une politique conservatrice en matières de gestion de richesses naturelles et de développement des chemins de fer. Il mène une politique d'expansion ferroviaire en garantissant des subventions pour les compagnies. Le développement du réseau dans le nord de la province augmente alors l'intérêt pour les richesses de cette région.
Partisan d'une entente cordiale avec les États-Unis et d'un sentiment impérialiste fort envers le Royaume-Uni, McBride appui le projet de création d'une Marine royale canadienne qui sera rejetée par le Sénat du Canada. Néanmoins, alors qu'éclate la Première Guerre mondiale et considérant que les côtes de la province étaient vulnérables, McBride annonce l'achat de deux sous-marins provenant d'un chantier naval de Seattle. N'ayant pas la compétence au niveau provincial pour la gestion de ce type d'équipement, les navires sont rapidement transférés au gouvernement fédéral. Cependant, au début 1915, l'ex-ministre libéral William Pugsley insinue que l'argent des sous-marins aurait servi à alimenter la caisse du Parti conservateur. L'affaire demeure toute même source d'embêtement pour le gouvernement et ce, même à la suite du départ de McBride.
Sur les questions sociales, McBride ne croyait pas au bien fondé du suffrage féminin et la question de la prohibition lui causait des soucis. Certains membre de son cabinet également dont William John Bowser, procureur-général et vice-premier ministre, qui est aux prises avec des questions de conflits d'intérêts.

### Dernières années
Avec une situation financière pour la province en décroissance et après un report des élections, McBride démissionne du poste de premier ministre le jour de ses 45 ans. Il occupe ensuite la charge de représentant général de la Colombie-Britannique à Londres. Sous son mandat est inaugurée la British Columbia House
Lors du printemps 1917, McBride souffre de plus en plus de néphrite et de diabète au point d'en perdre la vue. Il meurt à Londres en août 1917 et est inhumé au cimetière Ross Bay de Victoria. Il était franc-maçon.

## Hommage
La petite communauté de McBride dans le centre-est de la province est nommée en son honneur durant son mandat. La Sir Richard McBride Elementary School et le McBride Park de Kitsilano à Vancouver sont aussi nommé en son honneur pendant son mandat de premier ministre.
Le boulevard McBride (en) de New Westminster menant à la bretelle ouest du pont Pattullo (en) est aussi nommé en son honneur.